# Richard Dinkelmann
Richard Dinkelmann (* 4. November 1868 in Heilbronn; † 5. März 1942 in Überlingen) war ein deutscher Offizier und Militärberater in China.

## Leben
Dinkelmann war der Sohn eines Oberzollinspektors. Nach dem Besuch des Gymnasiums in Heilbronn trat er am 13. September 1886 als Freiwilliger mit Aussicht auf Beförderung in das 7. Infanterie-Regiment Nr. 125 der Württembergischen Armee ein. Dort folgte am 10. Februar 1888 seine Beförderung zum Sekondeleutnant. Am 27. Januar 1895 zum Premierleutnant befördert, wurde Dinkelmann zeitgleich in das Infanterie-Regiment „König Wilhelm I.“ (6. Württembergisches) Nr. 124 und ab 1. Oktober 1895 zur weiteren Ausbildung an die Preußische Kriegsakademie kommandiert. Im Anschluss daran folgte eine Kommandierung in den Großen Generalstab nach Berlin. Dinkelmann nahm dann beim Ostasiatischen Expeditionskorps an der Niederschlagung des Boxeraufstandes 1900/01 in China teil.
Zum 15. Juli 1908 schied Dinkelmann aus der Württembergischen Armee, trat zum Ostasiatischen Detachement über und wurde Kommandeur der Gesandtschaftswache in Peking. Im Rahmen der Chinesisch-Deutsche Kooperation (1911–1941) war Oberstleutnant Dinkelmann von 1911 bis 1912 Militärberater im chinesischen Kriegsministerium. 1911 lieferte das Deutsche Reich aus Depots der deutschen Armee sowie neuentwickelte Waffen an China. Das Deutsche Reich hatte ein Oligopol im Bereich Waffenhandel mit China. 1911 stammten 91 Prozent der nach China importierten Waffen aus deutscher Produktion. 1912 versicherte Yuan Shikai, er würde Rüstungsgüter überwiegend bei Krupp kaufen. Ende 1911 gab es internationale Kritik am Waffenexport des Deutschen Reichs nach China, da es neben den Nordtruppen auch die Revolutionäre im Süden belieferte. Das Auswärtige Amt sprach sich zwischenzeitlich für ein vollständiges Lieferverbot aus.
Japan entwickelte sich zum preisgünstigen Konkurrenten des Deutschen Reichs beim Waffenexport nach China.

## Militärberater von Yuan Shikai
Von 1913 bis zu dessen Tod 1916 war Dinkelmann Militärberater von Präsident Yuan Shikai.
Die Umgebung von Shikai wurde eingehend beraten: Major Bleyhoeffer lehrte an der Offiziersschule in Peking, Hauptmann König war persönlicher Berater von Yuan Keding, dem Sohn von Shikai.
Im Juli 1913 wurde Regierungsbaumeister Georg Baur (1859–1935, 1916 Direktorium von Krupp) als technischer Berater berufen. George Ernest Morrison war seit August 1912 politischer Berater von Yuan Shikai.
Zu Beginn seiner Dienste bei Yuan Shikai veranlasste Dinkelmann den Militärattaché der deutschen Botschaft, Hauptmann Rabe von Pappenheim, zum folgenden Brief:

„Dem Königlichen Kriegsministerium melde ich gehorsamst, daß der, vor kurzem zum militärischen Berater des Präsidenten in der Republik China ernannte Major z. D. Dinkelmann, bisher Instrukteur in der chinesischen Armee, mir mitgeteilt hat, daß der chinesische Kriegsminister sich bei ihm privatim und inoffiziell erkundigt hat, ob es sich ermöglichen ließe, chinesischen Offizieren, wie bereits früher geschehen, die deutschen Militär-Bildungsanstalten auch weiterhin zugänglich zu machen.
Major z. D. Dinkelmann hat mich gebeten, ihn über die Stellungnahme der heimischen maßgebenden Behörden zu dieser Frage zu unterrichten, bevor er dem hiesigen Kriegsministerium eine endgültige Antwort erteilt. Sollten sich bei den deutschen Behörden Bedenken gegen eine Zulassung von chinesischen Offizieren an unseren Militär-Bildungsanstalten nicht erheben, so will er die chinesischen Behörden zur Einleitung der notwendigen offiziellen Schritte veranlassen.
Major Dinkelmann befürwortet den Wunsch des chinesischen Kriegsministers auf’s Wärmste und begründet seine Bitte um ein wohlwollendes Entgegenkommen der deutschen Behörden in dieser Frage mit Folgendem:
Träger und Förderer des ausländischen Einflusses, besonders auf militärischem Gebiet, sind weniger die im chinesischen Dienst angestellten Europäer, als die in ausländischem Sinn erzogenen oder im Ausland ausgebildeten Chinesen. Das meist recht große Entgegenkommen, das sie dort fanden, hinterließ bei ihnen die Sympathie für das betreffende Land, sie haben dessen Wesen und Sitten mehr oder weniger angenommen, sprechen dessen Sprache und treten – im eigenen persönlichen Interesse – für weitere Verbreitung derselben ein. Die Achtung, die ihnen westländische Bildung, Heerwesen und technische Errungenschaften abnötigten, gilt in erster Linie dem, was sie selbst gesehen haben, den Einrichtungen und Erzeugnissen ihrer Lehrmeister. Der starke japanische Einfluß in der Armee basiert durchaus nicht auf den paar japanischen Instrukteuren, die noch in chinesischen Diensten stehen, sondern auf der großen Anzahl der Offiziere, die in Japan ihre Ausbildung genossen haben, und die eine fest geschlossenen Clique bilden.
Jede Empfehlung einer Maßregel, einer Anstellung, eines Ankaufs ist auf diese Weise, durch Chinesen mittelbar viel wirksamer, als wenn versucht wird, etwas indirekt durch den Europäer zu erreichen, dessen Vorschläge den Chinesen erst mundgerecht gemacht werden müssen, und dem sie lange mit einigem Mißtrauen begegnen.
Eine hiesige Firma hat z. B. vor einiger Zeit eine Bestellung auf französische Maschinengewehre erhalten. Dieselbe ging von der 4. Abteilung des Kriegsministeriums aus (Feldzeugmeisterei), in welcher ein Sektionschef in Frankreich seine militärische Ausbildung erhalten hat. Es liegt sehr im Interesse unserer Industrie, daß diesen Verhältnissen Rechnung getragen und den chinesischen Wünschen jedes mögliche Entgegenkommen gewährt wird.
Dabei würde es sich zunächst darum handeln, daß die Kommandierung chinesischer Offiziere zu den Königlichen Kriegsschulen, zur Schießschule und zur militärischen Akademie, wie sie schon früher erfolgte, wieder aufgenommen wird.
Erhöhte Bedeutung kommt der Zulassung von chinesischen Offizieren zur Kriegsakademie zu.“

„Ich kann mich nicht für die Zulassung von Chinesen zur Kriegsakademie aussprechen“

„Dabei spricht die nationale Eitelkeit mit. Nach dem Offiziere anderer Staaten: Rumänien, Griechenland, Schweden, zur Kriegsakademie zugelassen waren, ist gleiche Behandlung der sehnliche Wunsch der Chinesen.
Eine Belastung der Kriegsakademie ist nicht zu befürchten, das sich die Zulassung naturgemäß auf eine Zahl von Offizieren beschränken wird. Die Auswahl, wozu ich jede gewünschte Information gerne geben werde und geben kann, da mir alle in Betracht kommenden Offiziere persönlich bekannt sind, wird naturgemäß sehr vorsichtig getroffen werden müssen. Jedoch gibt es eine ganze Zahl chinesischer Offiziere, die – teilweise auf deutschen Kriegsschulen und in deutschen Regimentern – eine genügende militärische und gesellschaftliche Ausbildung erhalten haben, deren Formen und Benehmen als durchaus ein wandfrei bezeichnet werden können und die die deutsche Sprache genügend beherrschen um dem Unterricht folgen zu können, so dass Ruf und Ansehen der höchsten deutschen Militär-Bildungsanstalt durch die Zulassung dieser Offiziere gewiss nicht leiden wird.
Ich kann mich der Begründung des Major Dinkelmann in jeder Beziehung anschließen.
Auch nach meiner Erfahrung beruht der Einfluss fremder Armeen auf die chinesische Heeresverwaltung in erster Linie auf dem Streben der in ausländischen Armeeen militärisch ausgebildeten Offiziere, den militärischen Anschauungen, der Ausbildungsart, den Waffen und technischen Errungenschaften der Armee, in der sie ihre Ausbildung genossen haben, Eingang in die eigene Armee zu verschaffen.“

Auf der japanischen Kriegsschule nahmen kurz vorher 60 chinesische Offiziere eine zweijährige Ausbildung auf und mit der Regierung Frankreichs gab es ebenfalls Verhandlungen über Offiziersaustausch.

„Der große Wert, den man in der chinesischen Armee der militärischen Ausbildung chinesischer Offiziere gerade in Deutschland beimisst, tritt in der militärischen Laufbahn der bisher in Deutschland ausgebildenten Offiziere deutlich in die Erscheinung; von den 53, in den Jahren 1905 bis 1911 nach Deutschland kommandiert gewesenen Offiziere, haben augenblicklich 15 wichtige Stellungen (Berater, Abteilungs- und Sektioschefs) im Kriegsministerium und Generalstab inne, 9 stehen an leitender Stelle bei den Provinzial-Militärverwaltungen, 11 sind höhere Truppenkommandeure in der Front.
Alle diese Offiziere bringen dem Bestreben, den deutschen Einfluss auf die chinesische Armee zu stärken, größtes Interesse entgegen; die Anstellung des Majors Dinkelmann als Berater, sowie die kürzlich erfolgte Erneuerung des Kontraktes des Hauptmanns a. D. Bleyhoeffer sind zum großen Teil ihrem Einfluß zu danken.
Die vorherrschend Stellung der deutschen Waffenindustrie im internationalen Konkurrenzkampfe um Aufträge für die Bewaffnung des chinesischen Heeres ist zum großen Teil ebenfalls eine Folge der Fürsprache der Offiziere, die Gelegenheit hatten, auf den deutschen Schießschulen und bei deutschen Regimentern die Vorzüge unserer Waffen genauer kennen zu lernen. Die Vorliebe des jetzigen Kriegsministers für Krupp’sche Waffen hat, wie er mir gegenüber wiederholt versichert hat, ihren Hauptgrund darin, dass er bei seinem Kommando zu Krupp selbst eingehend hat prüfen und schätzen lernen können.
Wie Major Dinkelmann bereits andeutet, wünscht das hiesige Kriegsministerium zunächst die Erneuerung der Erlaubnis zum Besuche folgender Schulen durch chinesische Offiziere: Kriegsschulen, Infanterie- und Feldartillerie-, Schießschule, Militärtechnische Akademie, Artilleriewerkstätte, Veterinärakademie, Reitschule. Zu allen diesen Schulen sind bereits Chinesen zugelassen gewesen. Besonderen Wert legt der Kriegsminister auf die Ermöglichung der Zulassung chinesischer Offiziere auf der Königlich Preussischen Kriegsakademie.
Sollte sich die Erfüllung dieses Hauptwunsches, der auch mir gegenüber einmal angedeutungsweise geäußert wurde, in irgendeiner Form ermöglichen lassen, so bin ich überzeugt, dass sich die chinesische Heeresverwaltung dadurch zu besonderer Dankbarkeit verpflichtet fühlen würde. Sie würde diese Dankbarkeit wohl zweifellos im weitesten Entgegenkommen deutschen Wünschen gegenüber – so z. B. in der Frage der Anstellung weiterer deutscher Offiziere für die Reorganisation der Armee, für Waffenlieferungen usw. – zum Ausdruck bringen. Ich erlaube mir daher, auch meinerseits auf die Bedeutung der Berücksichtigung gerade dieses Wunsches gehorsamst hinzuweisen. Sollten der Zulassung zur Kriegsakademie grundsätzlich Bedenken gegenüberstehen so würde wohl schon die Erlaubnis für einige Offiziere zum Besuche einzelner Fächer oder auch nur einzelner Vorträge der verschiedenen Jahrgänge der Akademie hier mit großer Dankbarkeit und Befriedung aufgenommen werden.
Wie mir Dinkelmann mitteilt, würde das hiesige Kriegsministerium, falls sich gewünschte Kommandierung der chinesischen Offiziere ganz oder teilweise ermöglichen lässt, bitten, sie bereits zum Herbst oder Winter dieses Jahres herbeiführen zu können.
Das Königliche Kriegsministerium bitte ich ganz gehorsamst um Auskunft über die Stellungnahme der maßgebenden Behörden zu diesen Fragen, damit ich dem Major Dinkelmann den entsprechenden Bescheid geben kann.
Gez. Rabe von Pappenheim
Hauptmann im Generalstabe d. A. und Militärattaché“

Das Kriegsministerium antwortete mit einer Äußerung Moltkes, welcher damals Leiter des Generalstabs der Armee war, an das Außenministerium, weitergeleitet durch Erich von Falkenhayn am 6. September 1913 Moltke begründete seine Ablehnung da in Zeiten politischer Spannungen eine hohe Zahl fremdländischer Offiziere in der Armee zu Unliebsamkeiten führen würde und dass es „sich nicht übersehen lässt, in welcher Weise sie die bei uns gesammelten Kenntnisse verwerten werden“.
Am 1. August 1914 stornierte die Reichsregierung alle Waffenlieferungen an das Ausland.
Am 14. August 1917 erklärte China dem Deutschen Reich den Krieg und gewann die deutschen Konzessionen in Hankou und Tianjin.
1921 wurde ein Separatfrieden zwischen China und dem Deutschen Reich geschlossen.

## Militärberater nach Dinkelmann
Sun Yat-sen schloss am 22. Dezember 1922 mit Adolf Abramowitsch Joffe ein Freundschaftsabkommen mit der Sowjetunion. „Der Kommunismus ist für China ungeeignet“, einigte man sich. zu welchem die Entsendung von Militärberatern gehörte. Auf der Whampoa-Militärakademie lehrten Wassili Konstantinowitsch Blücher und Michail Markowitsch Borodin. Am 24. März 1927 eroberte Chiang Kai-shek Nanjing. Dort empfing ihn die schanghaier „Green Gang“. Im nahen Schanghai bereiteten die Arbeiter einen triumphalen Empfang für die revolutionären Truppen Chiangs vor. Chiang zog in Schanghai ein und richtete ein Massaker unter dem ihm zujubelnden Proletariat an. Blücher und Borodin flohen 1927 aus dem China.
1927 wurde Max Hermann Bauer Militärberater von Sun Yat-sen.